# Chloroclystis
Chloroclystis es un género de polilla perteneciente a la familia Geometridae.

## Especies
Este género contienen las siguientes especies:
- Chloroclystis acervicosta
- Chloroclystis actephilae
- Chloroclystis alpnista
- Chloroclystis ambundata
- Chloroclystis analyta
- Chloroclystis androgyna
- Chloroclystis angelica
- Chloroclystis annimasi
- Chloroclystis apotoma
- Chloroclystis approximata
- Chloroclystis athaumasta
- Chloroclystis atroviridis
- Chloroclystis autopepla
- Chloroclystis biangulata
- Chloroclystis blanda
- Chloroclystis boarmica
- Chloroclystis bosora
- Chloroclystis breyniae
- Chloroclystis catastreptes
- Chloroclystis catoglypta
- Chloroclystis celidota
- Chloroclystis coloptila
- Chloroclystis comorana
- Chloroclystis consocer
- Chloroclystis continuata
- Chloroclystis conversa
- Chloroclystis costicavata
- Chloroclystis cryptolopha
- Chloroclystis cuneilinea
- Chloroclystis decimana
- Chloroclystis delosticha
- Chloroclystis dentatissima
- Chloroclystis distigma
- Chloroclystis eichhorni
- Chloroclystis elaeopa
- Chloroclystis elaiachroma
- Chloroclystis embolocosma
- Chloroclystis ericinellae
- Chloroclystis exilipicta
- Chloroclystis exsanguis
- Chloroclystis filata
- Chloroclystis flaviornata
- Chloroclystis fragilis
- Chloroclystis gerberae
- Chloroclystis grisea
- Chloroclystis guttifera
- Chloroclystis gymnoscelides
- Chloroclystis hawkinsi
- Chloroclystis horistes
- Chloroclystis hypopyrrha
- Chloroclystis hypotmeta
- Chloroclystis ignava
- Chloroclystis impudicis
- Chloroclystis inaequata
- Chloroclystis inductata
- Chloroclystis infrazebrina
- Chloroclystis inops
- Chloroclystis invisibilis
- Chloroclystis kampalensis
- Chloroclystis katherina
- Chloroclystis laetitia
- Chloroclystis latifasciata
- Chloroclystis leucopygata
- Chloroclystis lichenodes
- Chloroclystis luciana
- Chloroclystis macroaedeagus
- Chloroclystis manusela
- Chloroclystis mariae
- Chloroclystis metallospora
- Chloroclystis mira
- Chloroclystis mniochroa
- Chloroclystis mokensis
- Chloroclystis muscosa
- Chloroclystis naga
- Chloroclystis neoconversa
- Chloroclystis nereis
- Chloroclystis nigrilineata
- Chloroclystis nudifunda
- Chloroclystis obturgescens
- Chloroclystis olivata
- Chloroclystis omocydia
- Chloroclystis onusta
- Chloroclystis palaearctica
- Chloroclystis pallidiplaga
- Chloroclystis palmaria
- Chloroclystis papillosa
- Chloroclystis parthenia
- Chloroclystis pauxillula
- Chloroclystis perissa
- Chloroclystis permixta
- Chloroclystis phoenochyta
- Chloroclystis pitoi
- Chloroclystis plinthochyta
- Chloroclystis poliophrica
- Chloroclystis polygraphata
- Chloroclystis primivernalis
- Chloroclystis pugnax
- Chloroclystis pyrrholopha
- Chloroclystis pyrsodonta
- Chloroclystis rectaria
- Chloroclystis rhodopis
- Chloroclystis rietzi
- Chloroclystis roetschkei
- Chloroclystis rotundaria
- Chloroclystis rubicunda
- Chloroclystis rubrinotata
- Chloroclystis rubroviridis
- Chloroclystis rufitincta
- Chloroclystis rufofasciata
- Chloroclystis ruptiscripta
- Chloroclystis schoenei
- Chloroclystis semiscripta
- Chloroclystis senex
- Chloroclystis sierraria
- Chloroclystis solidifascia
- Chloroclystis sordida
- Chloroclystis speciosa
- Chloroclystis sphragitis
- Chloroclystis spissidentata
- Chloroclystis stenophrica
- Chloroclystis taraxichroma
- Chloroclystis taxata
- Chloroclystis thermastobrita
- Chloroclystis torninubis
- Chloroclystis tortuosa
- Chloroclystis tridentata
- Chloroclystis variospila
- Chloroclystis v-ata
- Chloroclystis velutina
- Chloroclystis viridata
- Chloroclystis viridigrisea
- Chloroclystis xenisma
- Chloroclystis zhuoxinensis